# 疱疹性湿疹
疱疹性湿疹是一种由单纯疱疹病毒引起的疾病。當患者本身已出現異位性皮膚炎、烧伤、皮膚炎時，原本已受上述疾病影響的皮膚部位由於又受到单纯疱疹病毒影響而又出現水疱。 此外克沙奇病毒A16也會引起這種疾病。婴儿若出現疱疹性湿疹，該疾病可能會危及嬰兒的生命。